# Ray Wylie Hubbard
Ray Wylie Hubbard (Soper, 13 november 1946) is een Amerikaanse gitarist en singer-songwriter.

## Biografie
In 1954 verhuisde Hubbard met zijn familie naar Oak Cliff (Dallas). Hij bezocht de W.H. Adamson High School met Michael Martin Murphey. Hubbard studeerde af in 1965 en meldde zich aan bij de University of North Texas met Engels als hoofdvak. Hij verbleef tijdens de zomer in Red River, waar hij folkmuziek speelde in het trio Three Faces West.
Tijdens zijn verblijf in New Mexico schreef Hubbard Up Against the Wall, Redneck Mother, dat in 1973 bekendheid kreeg door Jerry Jeff Walker en werd gecoverd door een groot aantal andere artiesten. Gesteund door het succes van de song tekende hij een contract bij Warner Bros. Records. Daarna stelde Hubbard een band samen met vrienden en in 1976 formeerde hij Ray Wylie Hubbard and the Cowboy Twinkies. Zonder medeweten van Hubbard had producent Michael Brovsky besloten om de sound aan te passen door het toevoegen van overdubmixen en achtergrondzangeressen aan de opnamen. Het resultaat was een miskleun die door Hubbard sterk werd afgekeurd. Het album werd uitgebracht ondanks zijn pogingen om het te blokkeren.
Daarna nam Hubbard albums op voor meerdere andere labels voor de volgende tien jaren, maar had hij te kampen met tegenvallende verkopen. Zijn mengeling van country, folk en blues vond geen gehoor bij het publiek. Hoewel hij diverse albums opnam, verliet hij in 1985 de muziekbusiness na privé-problemen. Het laatste door hem opgenomen album tijdens de jaren 1980 was Caught in the Act (1984) bij zijn pas opgerichte label Misery Loves Company.
Begin jaren 1990 begon hij weer op te nemen en bracht hij in 1992 zijn album Lost Train of Thought uit, gevolgd door Loco Gringo's Lament in 1994. Uiteindelijk begon een betrouwbare aanhang Hubbards muziek te herontdekken en sindsdien neemt hij regelmatig op.

## Discografie
- 1976: Ray Wylie Hubbard and the Cowboy Twinkies – Warner Bros. Records
- 1978: Off the Wall – Lone Star Records, Polygram
- 1980: Something About the Night – Renegade Records
- 1984: Caught in the Act – Misery Loves Company Records
- 1991: Lost Train of Thought – Misery Loves Company Records
- 1994: Loco Gringo's Lament – DejaDisc Records
- 1997: Dangerous Spirits – Rounder Records/Philo Records
- 1998: Live at Cibolo Creek – Misery Loves Company Records
- 1999: Crusades of the Restless Knights – Rounder Records/Philo Records
- 2001: Eternal & Lowdown – Rounder Records/Philo Records
- 2003: GROWL – Rounder Records/Philo Records
- 2005: Delirium Tremolos – Rounder Records/Philo Records
- 2006: Snake Farm- Sustain Records
- 2010: A. Enlightenment B. Endarkenment (Hint: There is no C) – Bordello Records (Thirty Tigers/RED)
- 2012: The Grifter’s Hymnal – Bordello Records (Thirty Tigers/RED)
- 2015: The Ruffian's Misfortune – Bordello Records
- 2017: Tell The Devil That I'm Getting There As Fast As I Can – Bordello Records